# فوشی (آلاباما)
فوشی (به انگلیسی: Foshee) یک منطقهٔ مسکونی در ایالات متحده آمریکا است که در آلاباما واقع شده‌است. فوشی ۳۵٫۹۷ متر بالاتر از سطح دریا قرار دارد.